# Kölzin
Kölzin este o comună din landul Mecklenburg - Pomerania Inferioară, Germania.